# Reinholdt W. Jorck
Carl Reinholdt Waldemar Jorck (13. december 1832 i Gammel Mønt, København – 25. december 1909) var en dansk erhvervsmand.
Jorck kom efter endt skolegang i lære som bager i faderens bageri og en tilknyttet sukkervarefabrik. Han overtog senere ledelsen af en mindre provinsforretning. I 1862 etablerede han eget grossererfirma i Løngangstræde under navnet Reinholdt W. Jorck. Efterhånden opgav han sukkervarer til fordel for diverse specialiteter – krydderier, sojaolie og vin. I 1877 købte han en hjørnegrund i Frederiksborggade og opførte her en ejendom med lejligheder og butikker samt lager for virksomheden. Senere opgav han helt kolonialforretningen til fordel for ejendomsbranchen, hvor han ombyggede ejendomme på Strøget, bl.a. Tuteins Gård. Fra 1892 til 1896 opførte han bygningen i passagen i Vimmelskaftet, der i dag kendes som Jorcks Passage. Bygningen husede bl.a. KTAS og senere DR.
Jorck er begravet på Assistens Kirkegård i København. En søn, overretssagfører Knud Jorck, stiftede 4. april 1936 Reinholdt W. Jorck og Hustrus Fond til minde om faren.